# Oblast de l'Amour
Pour l'oblast de l'Amour de l'empire russe, voir Oblast de l'Amour (1858-1920).
L'oblast de l’Amour (en russe : Амурская область, Amourskaïa oblast, [ɐˈmurskəjə ˈobləsʲtʲ]), communément appelé Priamourié, est un sujet d'Extrême-Orient de la fédération de Russie, dont la capitale est la ville de Blagovechtchensk. Rosstat lui attribue le code 10, et son code d'immatriculation est 28, et la seule langue officielle est le russe. Établi sur la rive gauche de l'Amour, dont il tire son nom, il est le seul oblast russe dont le nom ne provient pas du nom d'une ville.
Située en Mandchourie dans le nord-est de l'Asie, il se situe dans une vaste zone de plaines sur la rive gauche du fleuve Amour, entouré de plusieurs massifs montagneux.  Les premières traces de peuplement remontent au paléolithique supérieur, avec la culture de Selemdja. Peuplée par divers peuples toungouses, la région rentre dans la périphérie du monde de la Chine impériale au Moyen Âge. Au XIIIe siècle, les Daurs s'installent dans la région à la suite des invasions mongoles, et ils sont les premiers à faire face aux Russes au XVIIe siècle. La colonisation dans la région est un échec, les Russes perdant lors du conflit frontalier avec la dynastie Qing, devant alors renoncer à la vallée du fleuve Amour en 1689. Ce n'est qu'en 1858 que l'annexion de la rive gauche de l'Amour a lieu avec le traité inégal d'Aïgoun. Les Russes fondent l'oblast de l'Amour, colonisent la région et massacrent les Chinois vivant sur place, particulièrement lors des pogroms anti-chinois de l'Amour en 1900. Pendant la guerre civile russe, le Priamourié est contrôlé par la république d'Extrême-Orient, et après plusieurs réformes territoriales, l'oblast est recréé en 1948 en tant qu'unité administrative indépendante. Depuis, la région a été industrialisée, et elle est devenue sous la fédération de Russie un centre spatial stratégique avec l'ouverture du cosmodrome Vostotchny en 2016.
Peuplée de 756 198 habitants en 2023, elle est l'une des régions les moins peuplées de Russie, mais l'une des plus peuplées du district fédéral extrême-oriental. Son économie est centrée sur l'agriculture, les industries ainsi que le secteur de l'énergie avec plusieurs importants barrages comme le barrage de la Boureïa. Son patrimoine naturel est riche, avec de grandes étendues de taïga intactes des activités humaines. Les principales aires protégées sont la réserve naturelle de Khingan et la réserve naturelle de la Zeïa.

## Géographie

### Situation
L'oblast de l’Amour couvre une superficie de 361 913 km2 au sud-est de la Sibérie. Il tient son nom du fleuve qui le borde, l'Amour. L'oblast a une frontière commune avec la république de Sakha au nord, avec le kraï de Khabarovsk à l'est, l'oblast autonome juif au sud-est, la Chine au sud et le kraï de Transbaïkalie à l'ouest. 
Situé en Extrême-Orient russe et en Sibérie, il fait partie du district fédéral extrême-oriental. Son point le plus septentrional est situé sur la rivière Khani (un affluant de l'Oliokma), celui de l'ouest à la frontière avec la Transbaïkalie, celui du sud sur l'Amour et celui de l'est dans les monts Iam-Aline. Les monts Stanovoï et les monts Sountar–Khayata séparent la république de Sakha et l'oblast de l’Amour, puis s'étendent au nord du pays. Des sapins nains de Sibérie poussent sur les flancs de ces montagnes, formant des forêts relativement denses. La Zeïa, qui prend sa source dans ces montagnes, a été détournée pour remplir le réservoir de la Zeïa, qui occupe plus de 2 500 km2.

À l'est de l'oblast, d'autres formations montagneuses forment une frontière entre l'oblast de l’Amour et le kraï de Khabarovsk. Les forêts de ces montagnes ont été ravagées par une déforestation intensive, la culture sur brûlis et les incendies qui en résultent.

Paysages de l'oblast :
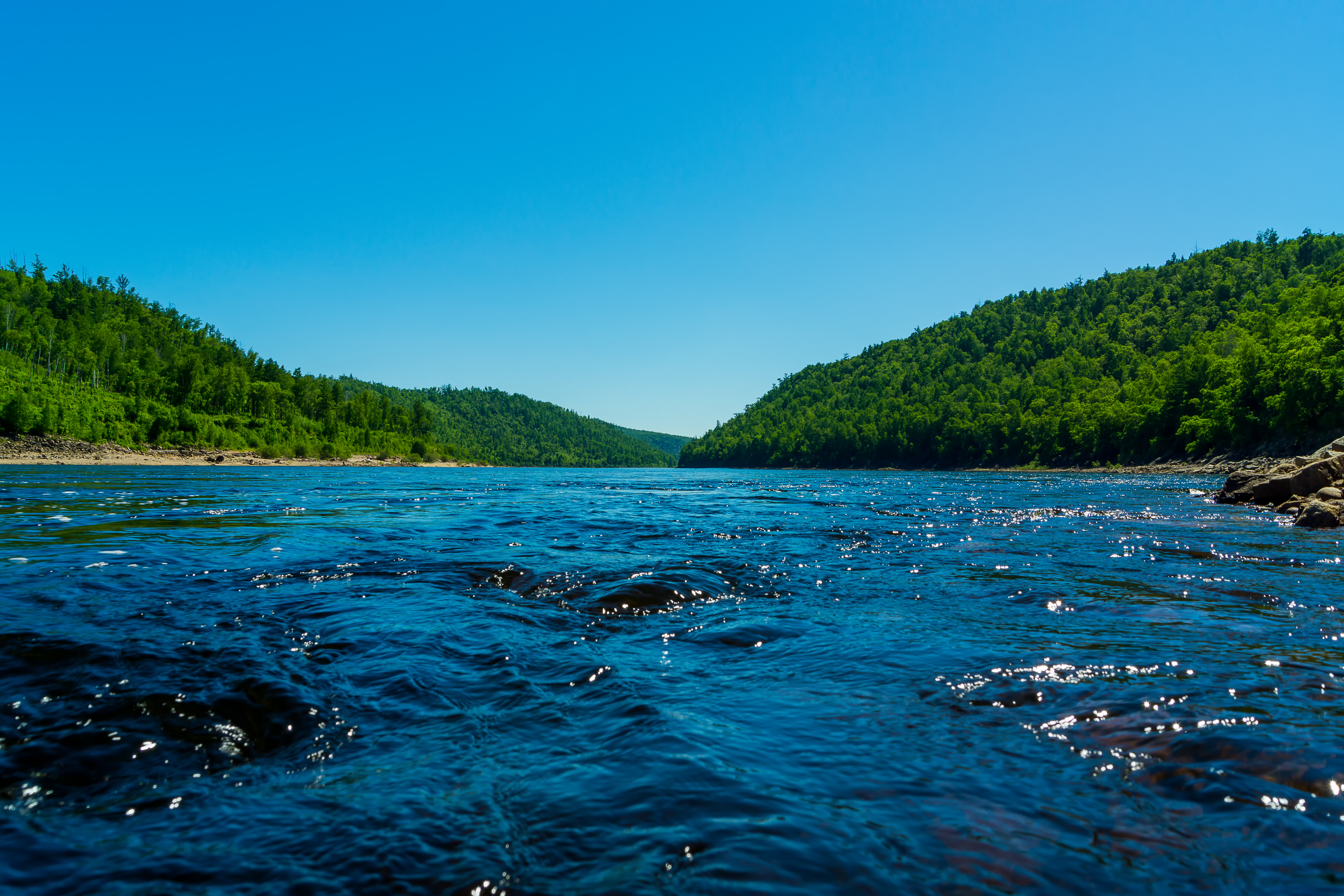
La Boureïa.
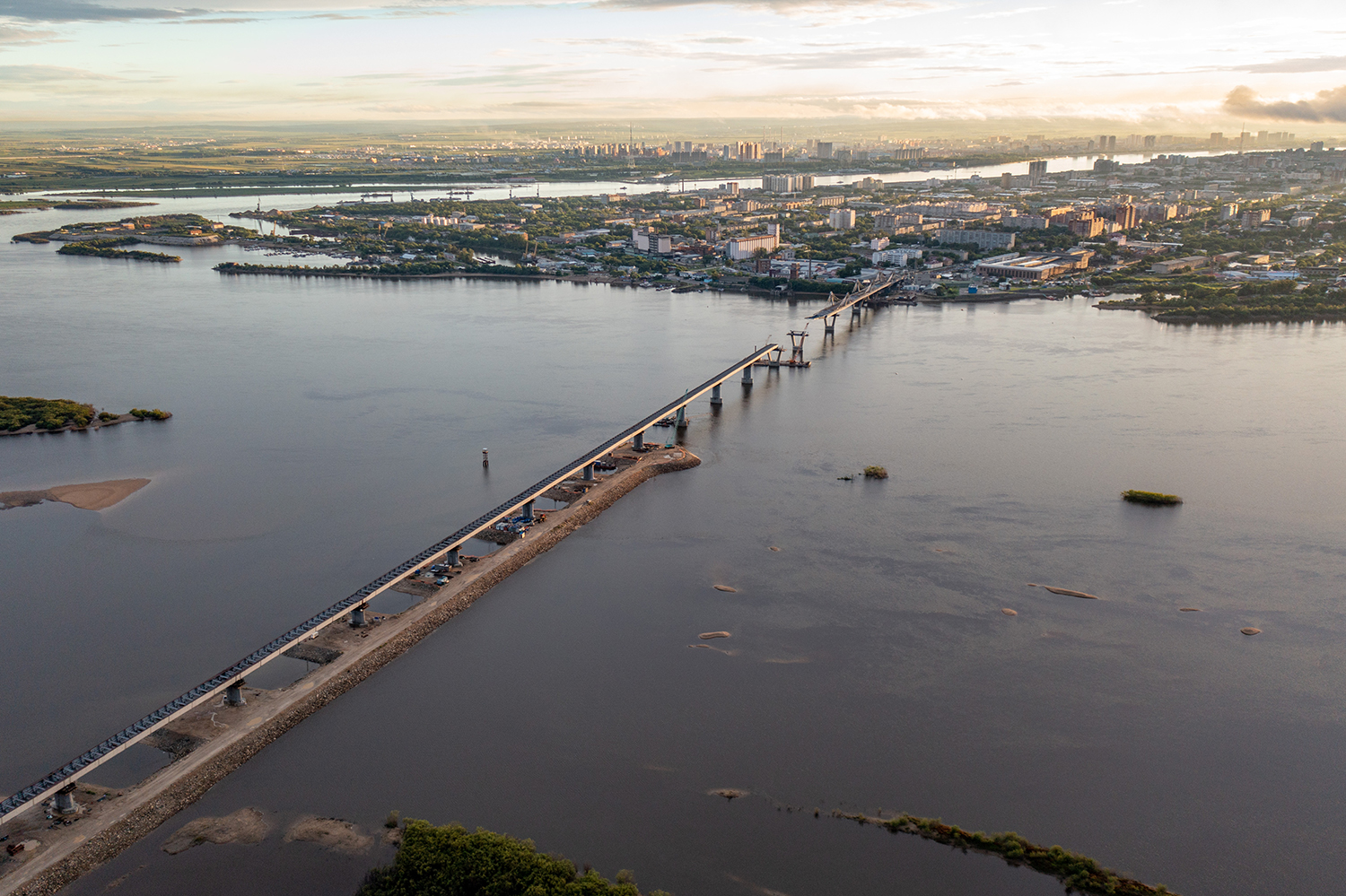
Blagovechtchensk avec la Zeïa en premier plan et l'Amour derrière.
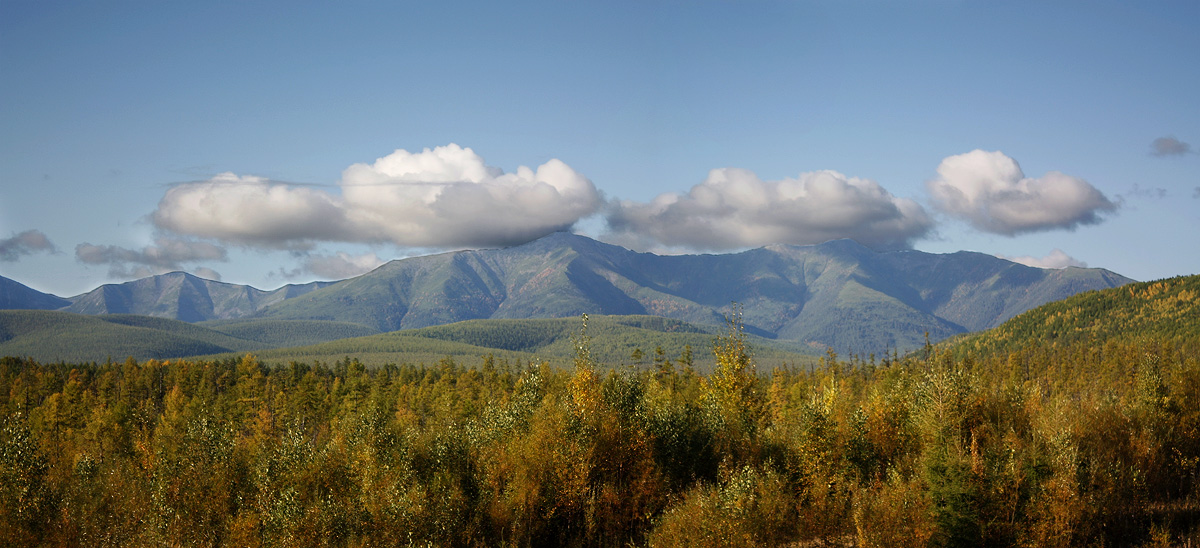
Monts Ezop.
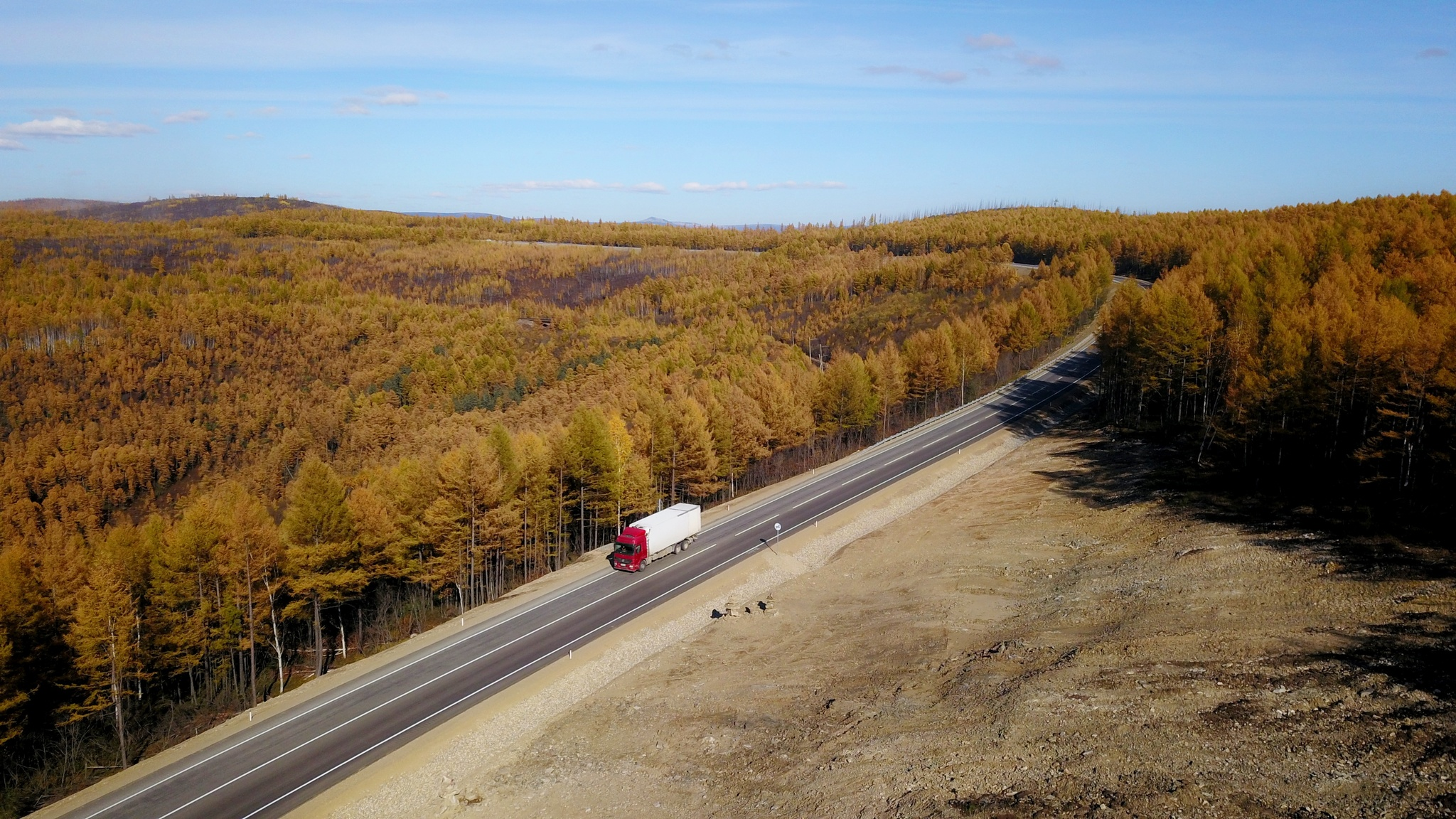
L'A360 dans la taïga en automne.

### Relief
L'oblast de l'Amour est un territoire à majorité montagneuse, principalement dans les parties nord, orientale et centre, représentant en tout 60 % du territoire. Les plaines occupent elles les 40 % restant. Dans le nord de l'oblast se trouvent les monts Stanovoï et les monts Djougdjour, et au sud de ceux-ci s'étendent les monts Toukouringra-Soktakhan-Djagdy. Au sud de ces montagnes s'étale la plaine de la Zeïa-Boureïa et la vaste plaine de l'Amour-Zeïa. Enfin à l'est se situe une partie des monts Touran.

### Hydrographie

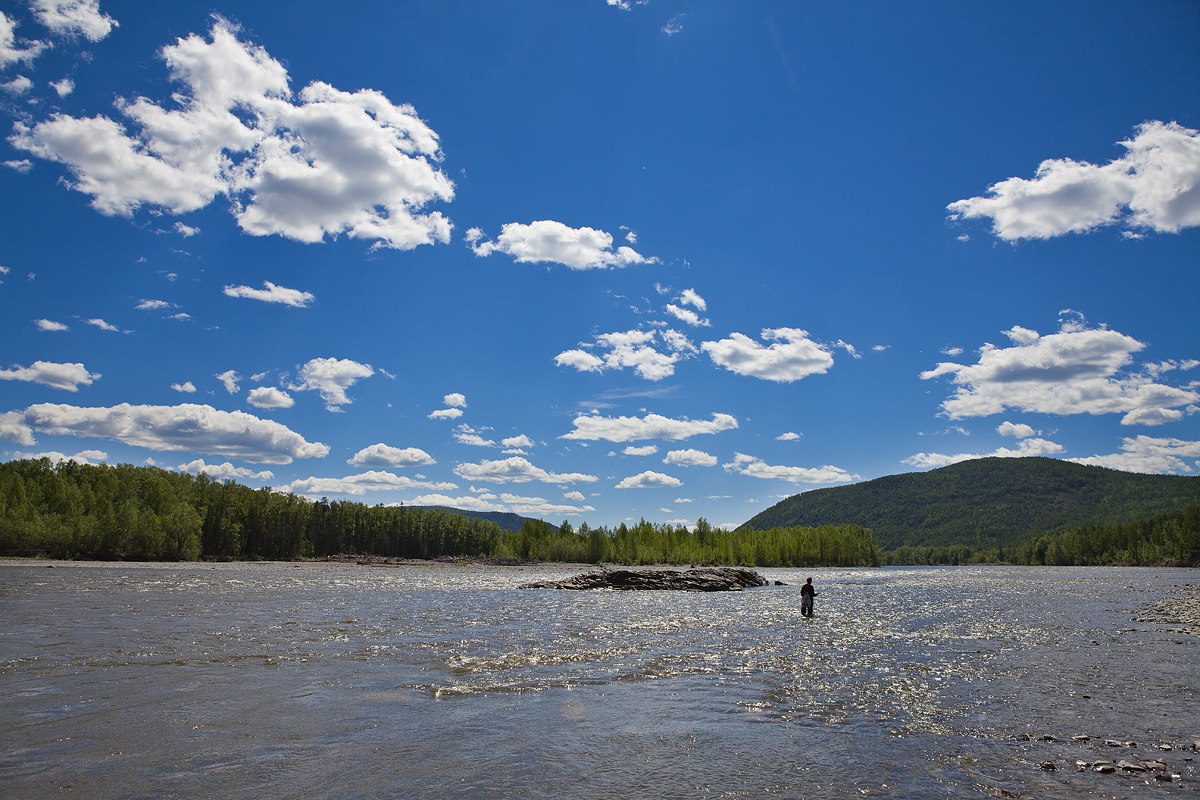
La Selemdja.

L'oblast de l'Amour dispose d'importantes ressources en eau, avec 2 628 cours d'eau d'une longueur de plus de 10 km traversant le territoire. Parmi ceux-ci, il y en a 31 qui ont une longueur de plus de 200 km. En outre, plus de 41 000 rivières et ruisseaux d'une longueur allant jusqu'à 10 km se trouvent dans l'oblast. La longueur totale des cours d'eau de l'oblast de l'Amour est d'environ 200 000 km. Les ressources en eaux de surface s'élèvent à 171 km3/an, dont 88,6 km3/an formées dans la région.
La plupart des cours d'eau appartiennent au bassin de l'Amour (86,9 % du territoire), le reste se situant les bassins de la Léna (11,7 %) et de l'Ouda (1,4 %). Le territoire appartient à  91,7 % au bassin de l’océan Pacifique et à 8,3 % au bassin de l’océan Arctique. La densité du réseau fluvial est de 0,96 km/km2 dans la moitié nord et de 0,08 km/km2 dans la moitié sud. Les plus grands cours d'eau dont la longueur dépasse 500 km sont dans l'ordre décroissant l'Amour, la Zeïa, la Boureïa, la Selemdja, le Guiliouï, l'Oliokma et la Nioukja.
La région contient 25 400 lacs d'une superficie de moins de 1 km2 et 20 lacs avec une superficie de 1 à 2,8 km2. Les plans d'eau artificiels sont eux représentés par trois grands réservoirs : le réservoir de la Zeïa (32,12 km3), le réservoir de la Boureïa (10,69 km3) et celui de la Boureïa inférieure (0,077 km3).

### Climat

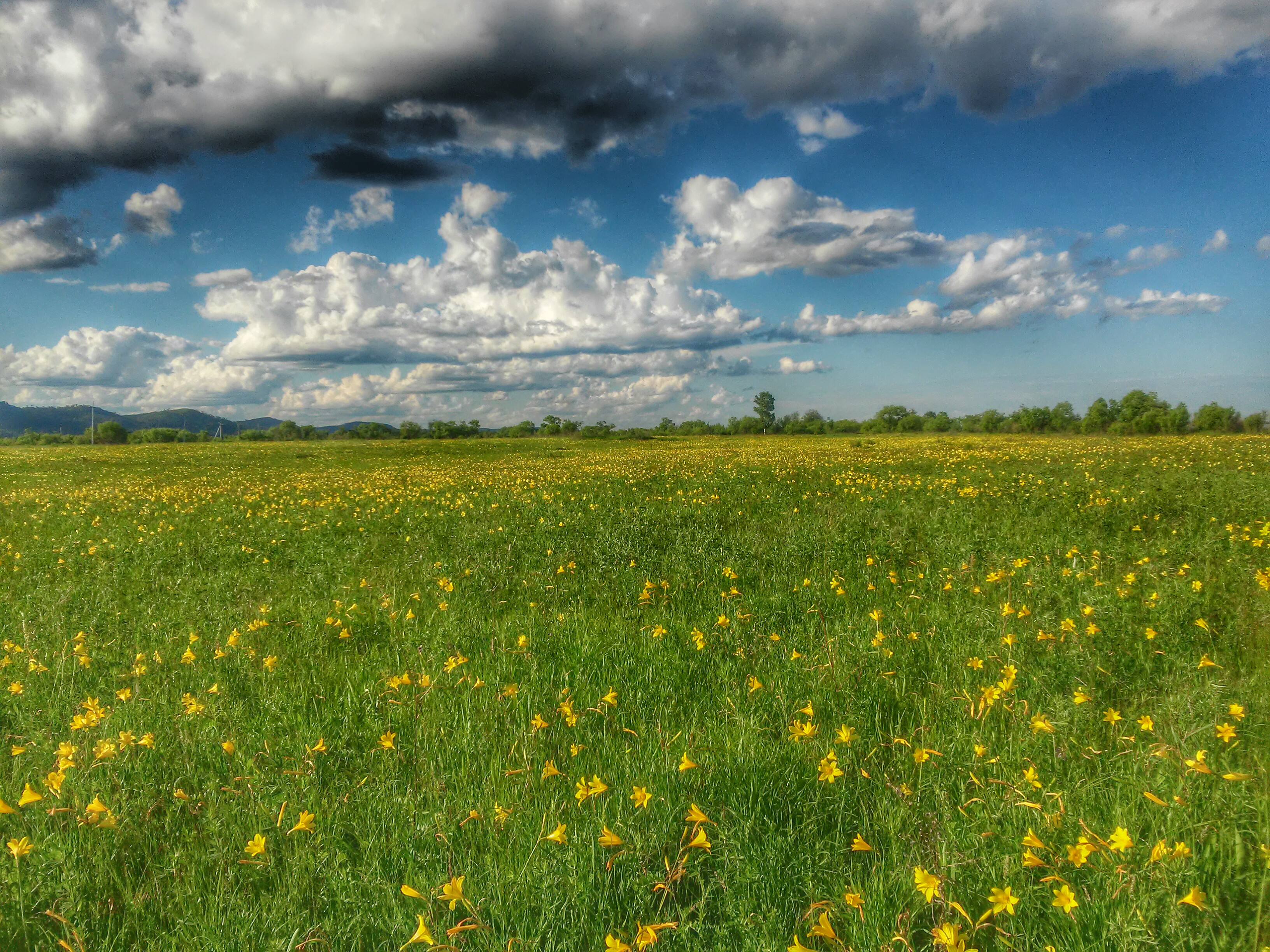
Champ près de Iegorievka.

Le climat de l'oblast est un climat continental avec des influences de la mousson. Alors que dans la partie nord-ouest de la région règne un climat fortement continental, grâce au relief qui permet l'accès aux masses d'air froid de l'Arctique, la partie sud-est de la région plate est elle sous l'influence de la mousson. 
La température moyenne de l'air varie de +20,7 degrés au sud à +17,6 degrés au nord en juillet et de −27,6 degrés au sud à −32,8 degrés au nord en janvier. Les températures maximales absolues moyennes  peuvent atteindre 38 °C dans le nord de la région et jusqu'à 40 °C  dans le sud. Le minimum absolu enregistré dans l'oblast est de −45,4 °C. La période avec des températures de l'air supérieures à 10°C va de 86 jours dans le nord à 134 jours dans le sud. 
Les précipitations annuelles dans la région sont élevées, et sont concentrées jusqu'à 70 % pendant les mois de juin, juillet et août, lors de la mousson. Les précipitations vont de 900 à 1 000 mm dans les régions montagneuses du nord et du nord-est. Dans les zones le long de l'Amour et de la Zeïa, elles sont moins importantes, avec à Blagovechtchensk jusqu'à 550 mm et dans la région d'Arkhara jusqu'à 600 mm par an.

### Géologie
L'oblast de l'Amour possède dans son sous-sol des gisements de minerais d'or, d'argent, de titane, de molybdène, de tungstène, de cuivre, d'étain, d'antimoine, de houille et de zéolithes. Il y aussi des gisements de kaolin, d'apatite, de graphite, de talc, et d'autres minéraux.

## Urbanisme

### Voies de communication et transports

#### Infrastructures routières

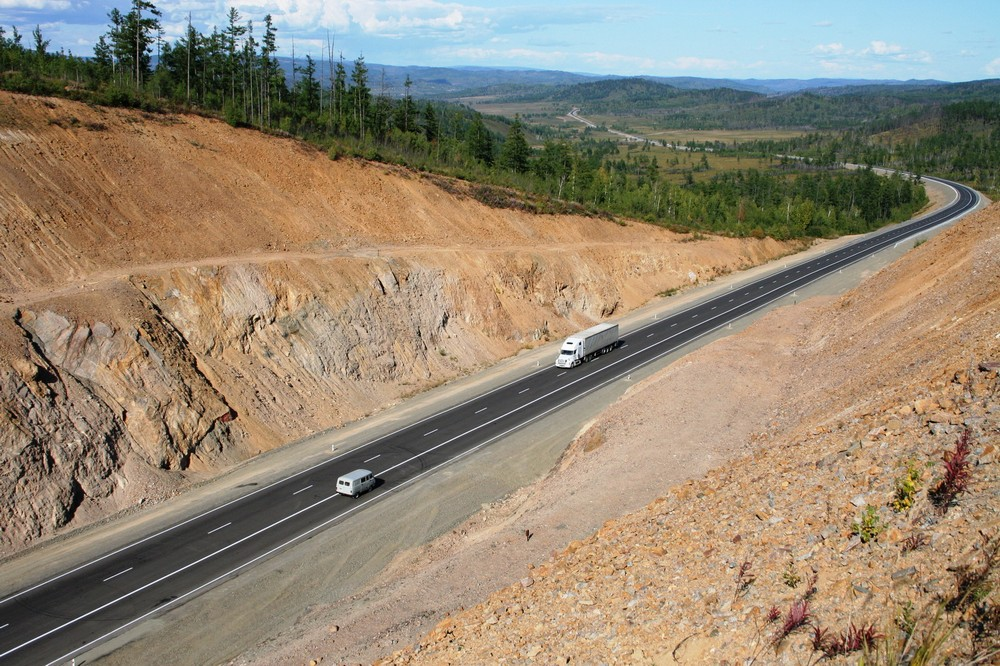
Route fédérale R297 dans le raïon de Skovorodino.

Fin 2022, selon Rosstat, la longueur totale des voies publiques dans l'oblast de l'Amour est de 16 528,8 km, dont 1 490,1 km de routes d'importance fédérale, 5 741,4 km de routes d'importance régionale et 9 297,3 km de routes d'importance locale. La longueur des routes à revêtement dur est de 12 807,5 km (77,5 % du total), tandis que la densité des voies publiques est de 35 km / 10 000 km2 dans l'oblast.
Trois routes fédérales traversent l'oblast, la principale étant la route fédérale R297 Amour, reliant Tchita (Transbaïkalie) par Never (près de Skovorodino), Svobodny, Arkhara, le Birobidjan à Khabarovsk. Cette route dispose d'une branche vers Blagovechtchensk. Ensuite, il y a la route fédérale A360 qui commence à Never en direction de Iakoutsk (Iakoutie), ainsi que la route fédérale A361 de l'A360 à la frontière avec la Chine. Il est prévu de transférer la route de Blagovechtchensk par Svobodny à Tsiolkovski à la propriété fédérale.

#### Transport ferroviaire
Fin 2022, selon Rosstat, l'oblast de l'Amour compte 2 919,9 km de voies ferrées, et la densité du réseau ferré est de 81 km / 10 000 km2.
Trois lignes ferroviaires principales traversent l'oblast, ce qui lui permet d'être connecté aux ports maritimes d'Extrême-Orient. Il y a le chemin de fer transsibérien, la magistrale Baïkal-Amour, ainsi que la magistrale Amour-Iakoutie, cette dernière commençant à Skovorodino. L'écrasante majorité du flux de marchandises est de transit, avec un volume annuel transporté dans l'oblast de 13,5 millions de tonnes en 2018. Le transport passager était lui en 2018 de 1,5 million de personnes.

#### Transport aérien
L'oblast de l'Amour dispose de l'aéroport de Blagovechtchensk (Ignatiévo), et des aérodromes de Tynda, d'Iekimchan et de Zeïa. Par ailleurs, l'oblast compte 33 sites d'atterrissages non inclus dans le registre de l'aviation civile russe. En 2018, 416 600 personnes ont transité par les aéroports de l'oblast.

#### Transport fluvial
L'oblast de l'Amour dispose de quatre ports fluviaux à Blagovechtchensk, à Svobodny, à Zeïa et à Poïarkovo. La navigation est contrainte par les glaces, la durée de navigation étant de 150 jours sur les rivières Boureïa et Selemdja, de 165 jours sur la rivière Zeïa et jusqu'à 176 jours sur le fleuve Amour. Le volume du transport fluvial de passagers dans la région de l'Amour est d'environ 51 000 personnes par an.

### Répartition des terres
La répartion des terres selon le rapport d'État « Sur l'état et la protection de l'environnement de la fédération de Russie en 2022 » du ministère des ressources naturelles et de l'environnement russe est, selon les catégories du code foncier russe, la suivante:
| Répartition                                  | 2022 (km2) | 2022 (%) |
| -------------------------------------------- | ---------- | -------- |
| Terres agricoles                             | 35 310     | 9,8      |
| Terres des localités                         | 2 547      | 0,7      |
| Terres d'industrie et autres fins spéciales  | 3 026      | 0,8      |
| Terres de territoires et des objets protégés | 4 088      | 1,1      |
| Terres du fonds forestier                    | 305 986    | 84,6     |
| Terres du fonds aquatique                    | 3 249      | 0,9      |
| Terres de réserve                            | 7 702      | 2,1      |
| Total                                        | 361 908    | 100      |

## Histoire

### Histoire ancienne
L'une des traces de la plus ancienne habitation humaine sur le territoire de l'oblast de l'Amour est la culture de Selemdja du Paléolithique supérieur (du nom de la rivière Selemdja) de −25 000 à −10 000 ans av. J.-C., qui est associée aux ancêtres des peuples paléo-asiatiques. Pour le site d'Oust-Oulma, des dates calibrées ont été obtenues il y a environ 23 300 ans.
Après l'invasion mongole, les Daours sont apparus dans la région de l'Amour (XIIIe siècle), qui vivaient en familles nombreuses et étaient gouvernés par des princes. Ce sont eux qui furent les premiers dans la région de l'Amour à rencontrer les explorateurs russes et à leur résister.

### Colonisation russe et dynastie Qing

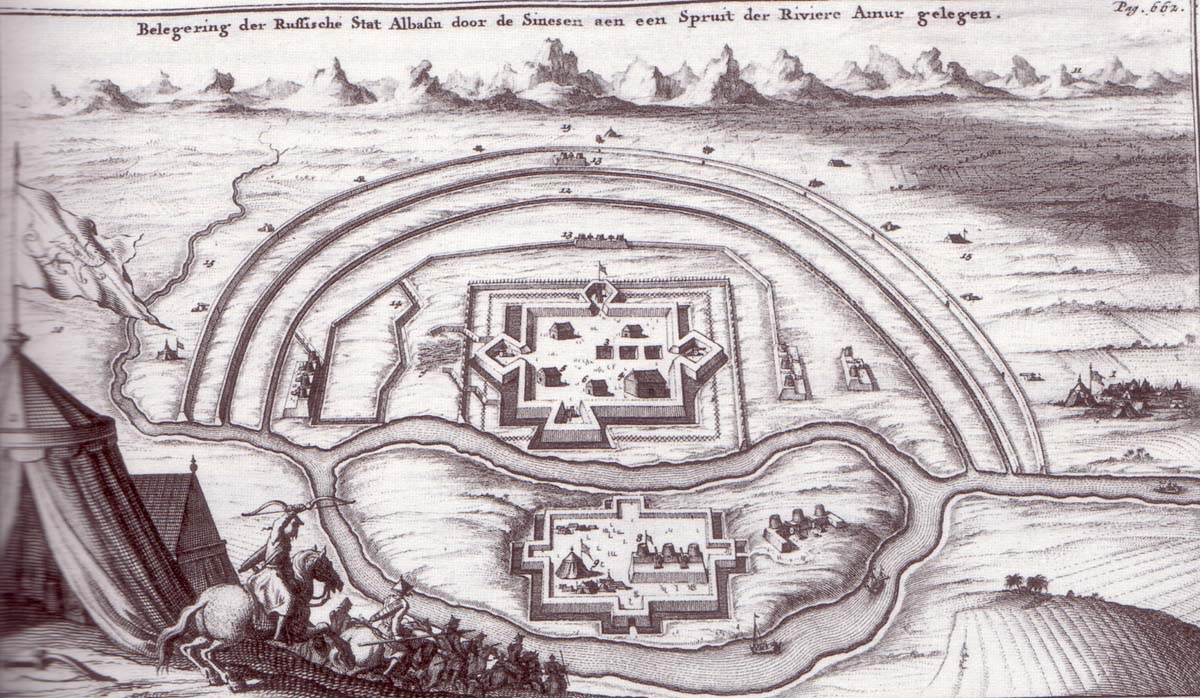
Forces de l'Empire Qing prenant d'assaut le fort d'Albazino.

La région fut brièvement conquise pendant le conflit frontalier sino-russe (1652 à 1689), avec la fondation d'Albazino et l'établissement peu avant de Jaxa. La dynastie Qing sortit vainqueure du conflit, et récupéra la région par le traité de Nertchinsk en 1689,.
La région a été annexée par la Russie en 1858 (annexion de la rive gauche de l'Amour) lors du traité d'Aïgoun entre la Russie et la dynastie Qing. L'oblast de l'Amour a été créé avec son centre à Blagovechtchensk. Les Cosaques du fleuve Amour sont formés en 1858 pour protéger les frontières du nouvel espace conquis. 

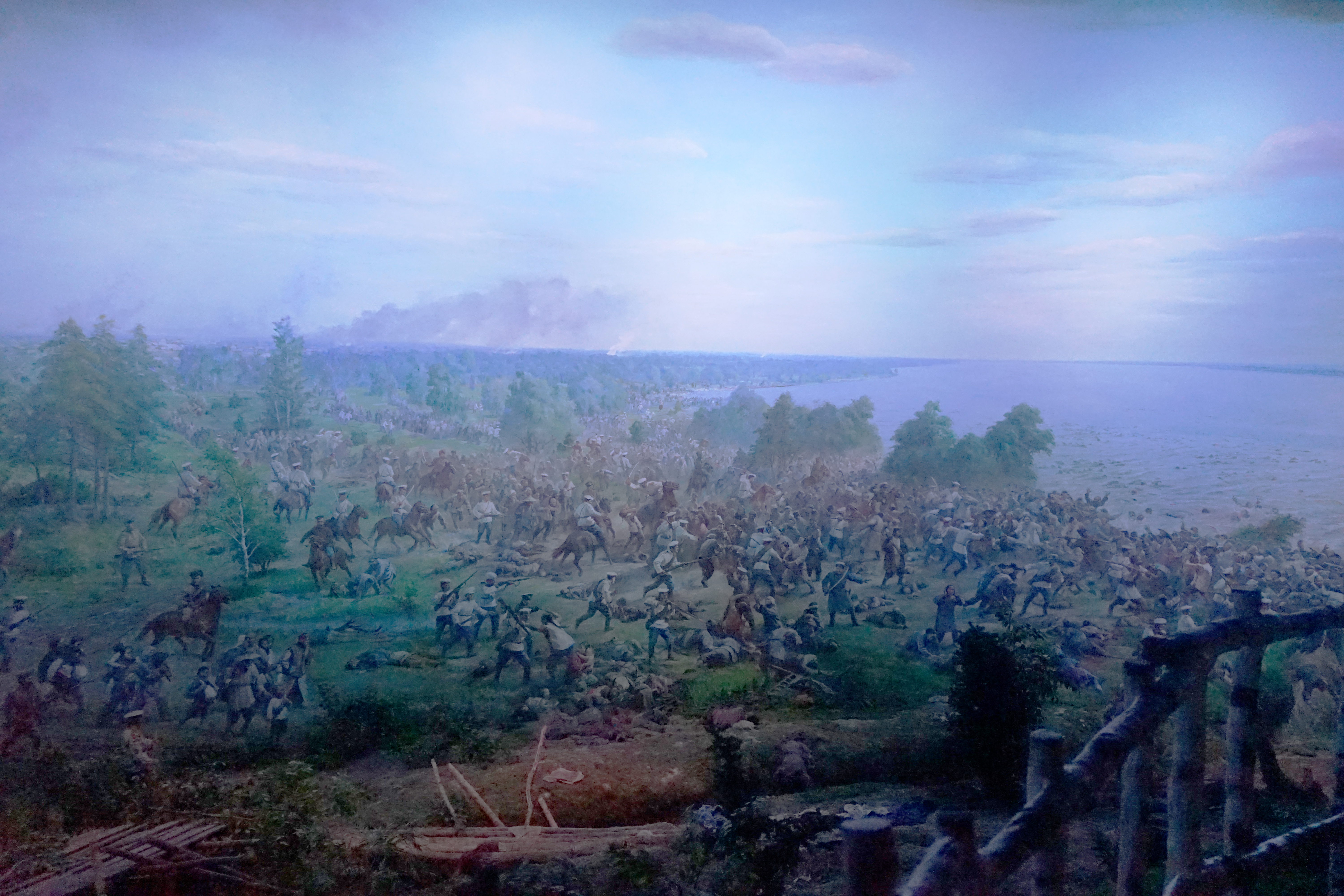
Peinture d'une scène du massacre de Blagovechtchensk pendant les pogroms anti-chinois de l'Amour.

En 1900, ont lieu les pogroms anti-chinois de l'Amour, une série de massacres et de représailles contre les résidents chinois de Blagovechtchensk et des soixante-quatre villages à l'est du fleuve de la région de l'Amour dans le cadre de la révolte des Boxers. Les pogroms résultent en la mort de plus de 3 000 civils chinois, et de l'expulsion des Chinois vivant dans les soixante-quatre villages à l'est du fleuve,,,.

### Guerre civile russe
En avril 1920, durant la guerre civile russe, la république d'Extrême-Orient, avec sa capitale à Tchita (Verkhnéoudinsk d'avril à octobre 1920), fut formée à partir des oblasts de l'Amour, de Transbaïkalie, du Kamtchatka, de Sakhaline et de Primorié en tant qu'État « tampon » démocratique afin d'éviter la guerre avec le Japon, alors que l'intervention en Sibérie était en cours. Elle a existé jusqu'en novembre 1922, date à laquelle elle a rejoint la RSFS de Russie.

### Période soviétique
En janvier 1926, le territoire de l'oblast de l'Amour fut divisé entre le kraï de Sibérie orientale et le kraï d'Extrême-Orient. Le kraï de Sibérie orientale a été divisé en oblast d'Irkoutsk et en oblast de Tchita en 1937 et la partie de l'Amour qu'elle contient est devenue une partie de l'oblast de Tchita. Le kraï d'Extrême-Orient a été divisé en kraï de Khabarovsk et kraï du Primorié en 1938. Le territoire de l'oblast de l'Amour qui se trouvait dans le kraï d'Extrême-Orient a été inclus dans le kraï de Khabarovsk.
En 1948, l'oblast de l'Amour fut finalement séparé du kraï de Khabarovsk et de l'oblast de Chita pour devenir une région indépendante de la RSFSR. C'est à cette époque que débute une croissance économique rapide basée sur la production d'or et le niveau de vie s'améliore avec l'arrivée de jeunes spécialistes. À mesure que le district d'Extrême-Orient s'est développé, la demande de services tels que l'électricité et le logement a également augmenté, ce qui a stimulé une nouvelle série de projets de construction. De nouvelles villes ont été construites, ainsi que la centrale hydroélectrique de Zeya (Zeiskaya GES), qui fournit encore de l'électricité à la majeure partie du district d'Extrême-Orient.  
Le 24 août 1981, le vol Aeroflot 811 entre en collision en vol avec un bombardier Tupolev Tu-16K  dans l'oblast, tuant 37 personnes réparties dans les deux appareils. La seule survivante, Larisa Savitskaïa, âgée de 20 ans, fut secourue trois jours après l'accident.

### Depuis 1991
Le 21 mai 1998, l'Amour, aux côtés des oblasts d'Ivanovo, de Kostroma, de l'oblast de Voronej et de la république de Mari El, a signé un accord de partage du pouvoir avec le gouvernement fédéral, lui accordant l'autonomie.  Cet accord est aboli le 18 mars 2002. 

## Politique et administration

### Autorité

Assemblée régionale depuis 2021.

Le sujet possède son propre gouverneur ainsi que son propre organe législatif, les deux avec un mandat de 5 ans.

### Résultats électoraux
| Scrutin                    | 1er tour | 1er tour | 1er tour | 1er tour | 1er tour | 1er tour | 1er tour | 1er tour | 1er tour | 1er tour | 1er tour | 1er tour | 2d tour                  | 2d tour                  | 2d tour                  | 2d tour                  | 2d tour                  | 2d tour                  | 2d tour                  | 2d tour                  |
| Scrutin                    | 1er      | 1er      | %        | 2e       | 2e       | %        | 3e       | 3e       | %        | 4e       | 4e       | %        | 1er                      | %                        | 2e                       | %                        | 3e                       | %                        | 4e                       | %                        |
| -------------------------- | -------- | -------- | -------- | -------- | -------- | -------- | -------- | -------- | -------- | -------- | -------- | -------- | ------------------------ | ------------------------ | ------------------------ | ------------------------ | ------------------------ | ------------------------ | ------------------------ | ------------------------ |
| Présidentielle 2012        |          | ER       | 62.84    |          | KPRF     | 16.87    |          | LDPR     | 9.94     |          | SE       | 5,77     | Victoire au premier tour | Victoire au premier tour | Victoire au premier tour | Victoire au premier tour | Victoire au premier tour | Victoire au premier tour | Victoire au premier tour | Victoire au premier tour |
| Législatives 2016,         |          | ER       | 37,91    |          | LDPR     | 29,02    |          | KPRF     | 16,65    |          | SRZP     | 4,15     | Tour unique              | Tour unique              | Tour unique              | Tour unique              | Tour unique              | Tour unique              | Tour unique              | Tour unique              |
| Législative régionale 2016 |          | ER       | 35,93    |          | LDPR     | 30,70    |          | KPRF     | 17,41    |          | SRZP     | 5,11%    | Tour unique              | Tour unique              | Tour unique              | Tour unique              | Tour unique              | Tour unique              | Tour unique              | Tour unique              |
| Présidentielle 2018        |          | ER       | 67.04    |          | KPRF     | 18,62    |          | LDPR     | 9.61     |          | GRANI    | 1,12     | Victoire au premier tour | Victoire au premier tour | Victoire au premier tour | Victoire au premier tour | Victoire au premier tour | Victoire au premier tour | Victoire au premier tour | Victoire au premier tour |
| Gouvernorale 2018          |          | ER       | 55,60    |          | KPRF     | 26,56    |          | SRZP     | 7,86     |          | LDPR     | 5,89     | Victoire au premier tour | Victoire au premier tour | Victoire au premier tour | Victoire au premier tour | Victoire au premier tour | Victoire au premier tour | Victoire au premier tour | Victoire au premier tour |
| Législatives 2021          |          | ER       | 34.32    |          | KPRF     | 26,55    |          | LDPR     | 14.17    |          | NL       | 7,04     | Tour unique              | Tour unique              | Tour unique              | Tour unique              | Tour unique              | Tour unique              | Tour unique              | Tour unique              |
| Législative régionale 2021 |          | ER       | 33.15    |          | KPRF     | 21.48    |          | LDPR     | 14.16    |          | KPKR     | 8.26     | Victoire au premier tour | Victoire au premier tour | Victoire au premier tour | Victoire au premier tour | Victoire au premier tour | Victoire au premier tour | Victoire au premier tour | Victoire au premier tour |
| Gouvernorale 2023          |          | ER       | 82.38    |          | KPRF     | 7,9      |          | SRZP     | 3,59     |          | NL       | 2.25     | Tour unique              | Tour unique              | Tour unique              | Tour unique              | Tour unique              | Tour unique              | Tour unique              | Tour unique              |
| Présidentielle 2024        |          | ER       | 86.97    |          | KPRF     | 3.94     |          | LDPR     | 3.69     |          | NL       | 3.66     | Victoire au premier tour | Victoire au premier tour | Victoire au premier tour | Victoire au premier tour | Victoire au premier tour | Victoire au premier tour | Victoire au premier tour | Victoire au premier tour |

## Population et société

### Démographie
La population de l'oblast est très inégalement répartie, la majeure partie vivant dans le sud-ouest, où la densité de population est élevée. Au contraire, les régions du nord et du nord-est, en raison de la topographie et du climat, sont sous-développées. L'agglomération de Blagovechtchensk (qui fait partie de l'agglomération transfrontalière Blagovechtchensk-Heihe), qui comprend aussi les raïons de Blagovechtchensk, d'Ivanovo et de Tambov, concentre plus de 300 000 habitants et a une densité de 35,5 hab./km2.
La population maximale de la population a été atteinte en 1990 avec 1 055 300 habitants. Depuis, en raison des flux migratoires et de l'exode rural, la population a baissé. Les flux migratoires ont recommencé à être positifs pendant les années 2010.
La seconde agglomératon est celle de Belogorsk, qui comprend aussi Svobodny et les raïons de Belegorsk de Svobodny et de Serychevo, avec en tout 174 600 habitants. La troisième agglomération est Tynda et les villages adjacents, avec un peu moins de 50 000 habitants. L'agglomération de Skovorodino est la quatrième avec son raïon, avec environ 26 000 habitants, et celle de Raïtchikhinsk est la cinquième avec environ 20 000 habitants.

Au 1er janvier 2023, la population s'élève à 756 200 habitants, dont 239 200 habitants en milieu rural. La densité de population de l'oblast est de 2,1 hab./km2. 
| 2002    | 2010    | 2016    | 2021    | - |
| ------- | ------- | ------- | ------- | - |
| 902 844 | 830 103 | 805 689 | 766 912 | - |

| Année | Fécondité | Fécondité urbaine | Fécondité rurale |
| ----- | --------- | ----------------- | ---------------- |
| 1990  | 2,18      | 1,91              | 3,00             |
| 1991  | 1,95      | 1,73              | 2,62             |
| 1992  | 1,71      | 1,51              | 2,27             |
| 1993  | 1,48      | 1,30              | 1,94             |
| 1994  | 1,51      | 1,35              | 1,93             |
| 1995  | 1,43      | 1,29              | 1,83             |
| 1996  | 1,38      | 1,24              | 1,76             |
| 1997  | 1,31      | 1,17              | 1,66             |
| 1998  | 1,35      | 1,21              | 1,76             |
| 1999  | 1,27      | 1,10              | 1,74             |
| 2000  | 1,29      | 1,14              | 1,70             |
| 2001  | 1,36      | 1,20              | 1,82             |
| 2002  | 1,43      | 1,27              | 1,91             |
| 2003  | 1,51      | 1,33              | 2,09             |
| 2004  | 1,50      | 1,32              | 2,09             |
| 2005  | 1,46      | 1,32              | 1,87             |
| 2006  | 1,44      | 1,27              | 1,88             |
| 2007  | 1,54      | 1,36              | 1,99             |
| 2008  | 1,60      | 1,41              | 2,05             |
| 2009  | 1,65      | 1,45              | 2,14             |
| 2010  | 1,69      | 1,48              | 2,27             |
| 2011  | 1,70      | 1,48              | 2,38             |
| 2012  | 1,83      | 1,60              | 2,61             |
| 2013  | 1,84      | 1,55              | 2,83             |
| 2014  | 1,85      | 1,53              | 2,94             |
| 2015  | 1,84      | 1,64              | 2,50             |
| 2016  | 1,82      | 1,64              | 2,38             |
| 2017  | 1,71      | 1,57              | 2,16             |
| 2018  | 1,65      | 1,52              | 2,07             |
| 2019  | 1,53      | 1,41              | 1,95             |

## Divisions administratives

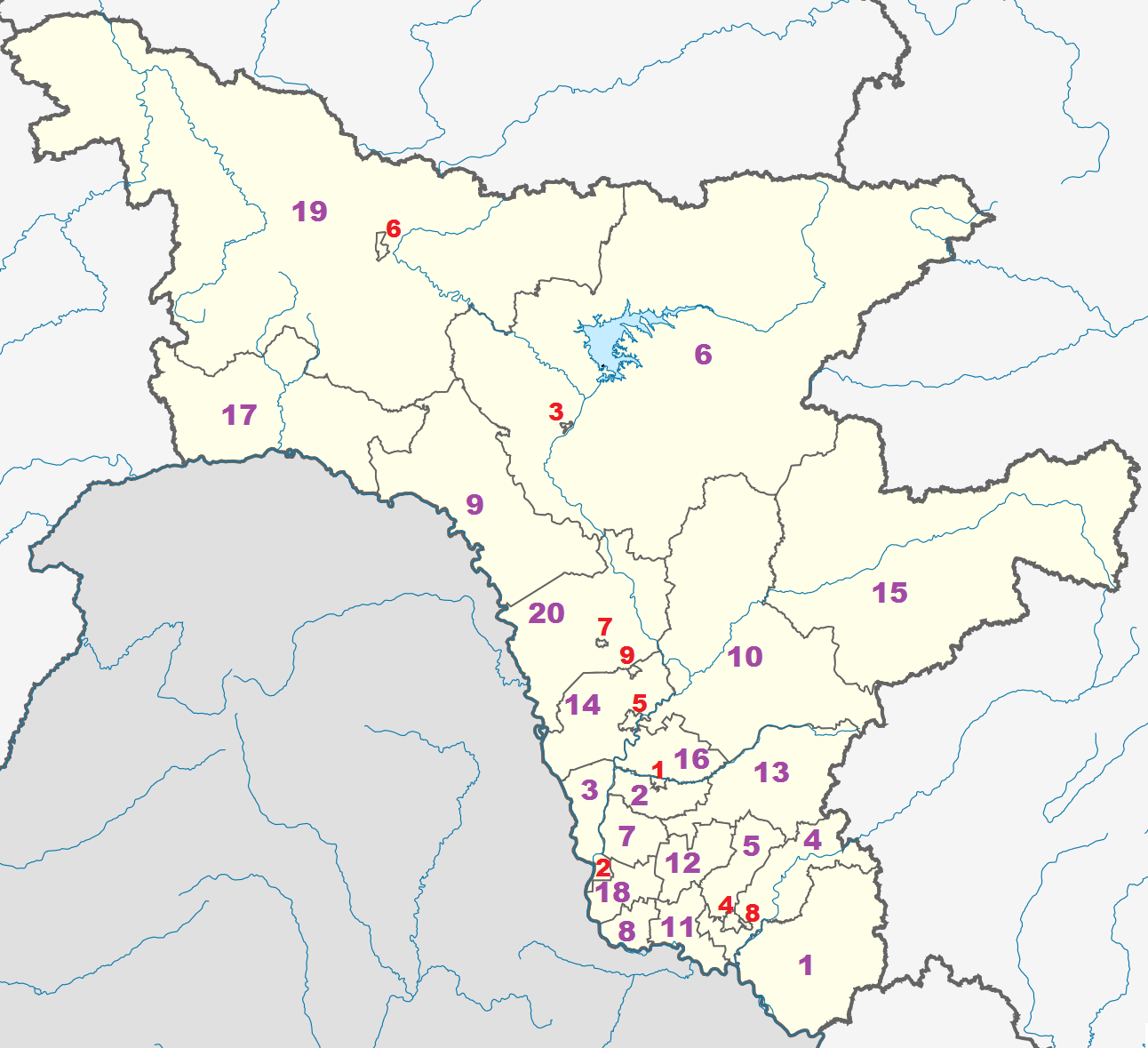
Carte des divisions administratives.

L'oblast de l'Amour comprend depuis le 26 mai 2022 : 
- 9 okrougs urbains ;
- 12 okrougs municipaux ;
- 8 raïons municipaux (ru), comprenant : 
  - 6 établissements urbains (ru) ;
  - 109 établissements ruraux.
- 1 okroug urbain ;
- 1 ville fermée (ZATO)

| N°                            | Subdivision               | Nom russe          | Centre administratif | Superficie (km²)  | Population (2021) |
| Raïons municipaux             | Raïons municipaux         | Raïons municipaux  | Raïons municipaux    | Raïons municipaux | Raïons municipaux |
| ----------------------------- | ------------------------- | ------------------ | -------------------- | ----------------- | ----------------- |
| 1                             | Raïon de Zeïa             | Зейский            | Zeïa                 | 87500             | 12 075            |
| 2                             | Raïon de Konstantinovka   | Константиновский   | Konstantinovka       | 1800              | 11 110            |
| 3                             | Raïon de Magdagatchi      | Магдагачинский     | Magdagatchi          | 14800             | 17 489            |
| 4                             | Raïon de Mazanovo         | Мазановский        | Novokievski Ouva     | 28300             | 9720              |
| 5                             | Raïon de Mikhaïlovka      | Михайловский       | Poïarkovo            | 3000              | 12 916            |
| 6                             | Raïon d'Octobre           | Октябрьский        | Iekaterinoslavka     | 3400              | 19 291            |
| 7                             | Raïon de Svobodny         | Свободненский      | Svobodny             | 7300              | 11 840            |
| 8                             | Raïon de la Selemdja      | Селемджинский      | Ekimtchan            | 46700             | 7656              |
| Okrougs municipaux            |                           |                    |                      |                   |                   |
| 9                             | Raïon d'Arkhara           | Архаринский        | Arkhara              | 14354,59          | 13 192            |
| 10                            | Raïon de Belogorsk        | Белогорский        | Belogorsk            | 2590,88           | 17 831            |
| 11                            | Raïon de Blagovechtchensk | Благовещенский     | Blagovechtchensk     | 2984,21           | 34 106            |
| 12                            | Raïon de la Boureïa       | Бурейский          | Novoboureïski        | 7100              | 17 582            |
| 13                            | Raïon de Zavitinsk        | Завитинский        | Zavitinsk            | 3300              | 12 327            |
| 14                            | Raïon d'Ivanovka          | Ивановский         | Ivanovka             | 2600              | 21 330            |
| 15                            | Raïon de Romny            | Ромненский         | Romny                | 10100             | 7 595             |
| 16                            | Raïon de Serychevo        | Серышевский        | Serychevo            | 3800              | 21 628            |
| 17                            | Raïon de Skovorodino      | Сковородинский     | Skovorodino          | 20500             | 21 233            |
| 18                            | Raïon de Tambov           | Тамбовский         | Tambovka             | 2500              | 20 969            |
| 19                            | Raïon de Tynda            | Тындинский         | Tynda                | 83300             | 14 009            |
| 20                            | Raïon de Chimanovsk       | Шимановский        | Chimanovsk           | 14600             | 5 337             |
| Villes d'importance régionale |                           |                    |                      |                   |                   |
| 1                             | Ville de Belogorsk        | город Белогорск    |                      | 135,51            | 61 868            |
| 2                             | Ville de Blagovechtchensk | город Благовещенск |                      | 320,97            | 246 987           |
| 3                             | Ville de Zeïa             | город Зея          |                      | 45                | 19 414            |
| 4                             | Ville de Raïtchikhinsk    | город Райчихинск   |                      | 225,5             | 17 448            |
| 5                             | Ville de Svobodny         | город Свободный    |                      | 225               | 48 517            |
| 6                             | Ville de Tynda            | город Тында        |                      | 124               | 28 625            |
| 7                             | Ville de Chimanovsk       | город Шимановск    |                      | 50                | 16 488            |
| Okroug urbain                 |                           |                    |                      |                   |                   |
| 8                             | Progress                  | пгт Прогресс       |                      | 101,45            | 11 135            |
| Ville fermée                  |                           |                    |                      |                   |                   |
| 9                             | ZATO de Tsiolkovski       | ЗАТО Циолковский   |                      | 63,3              | 7 194             |

## Environnement

### Faune et flore

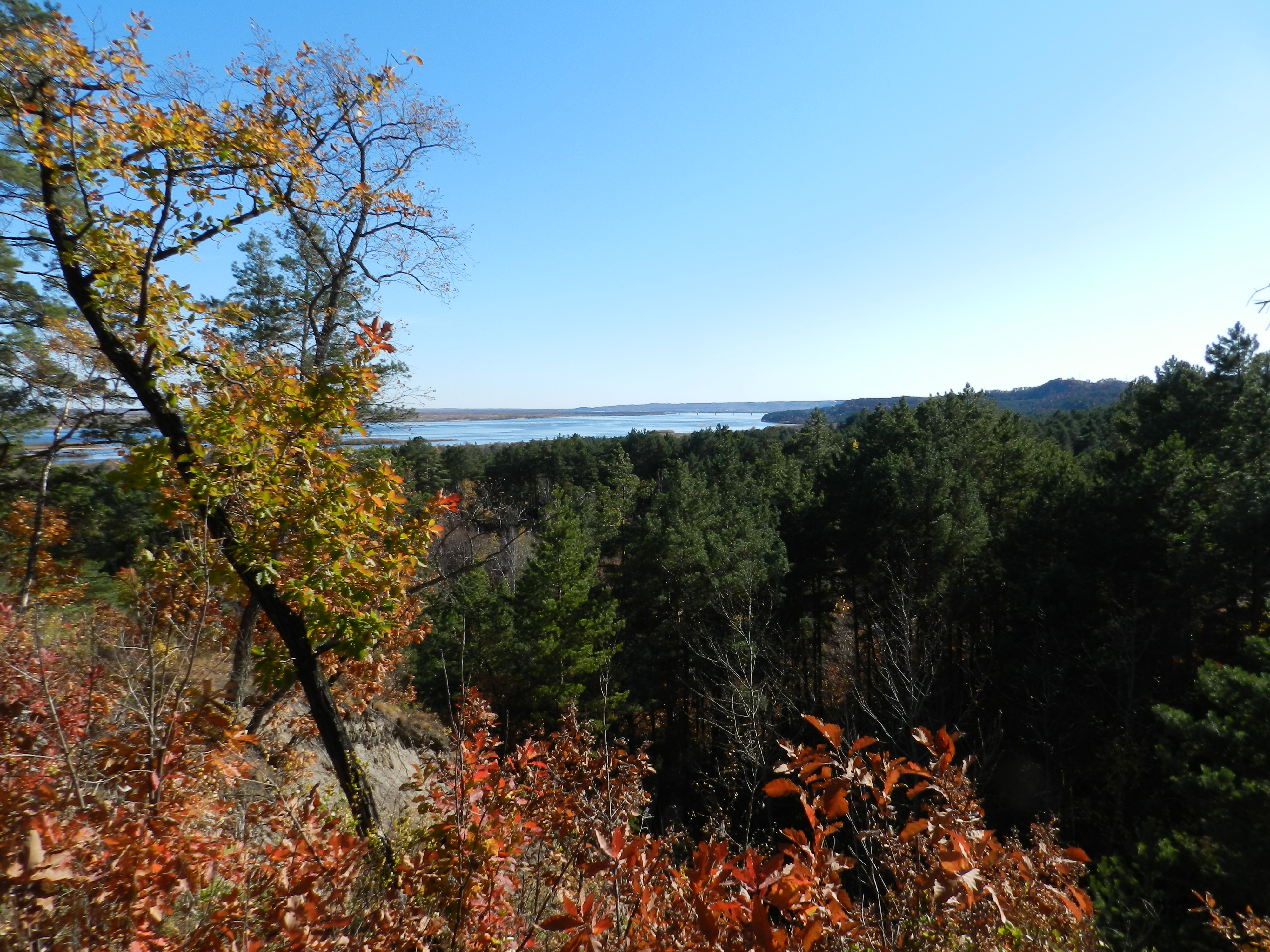
Forêts dans la plaine de l'Amour.

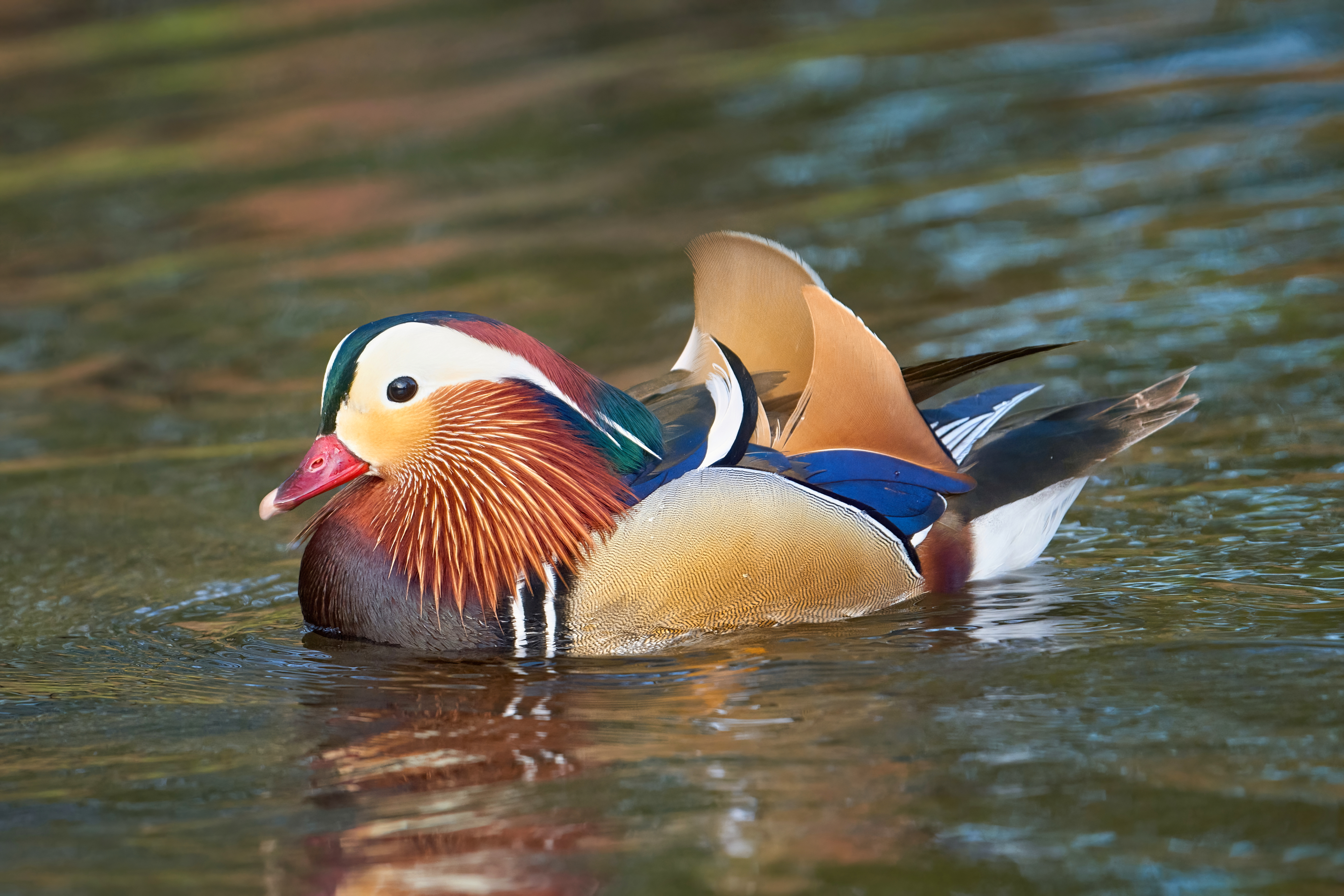
Canard mandarin.

La flore et faune de l'oblast de l'Amour représentent une combinaison d'espèces de différents biomes, avec celles de Sibérie orientale, de la région du fleuve Amour, de la région d'Okhotsk, de la Daourie et de la haute montagne. Selon le ministère des ressources naturelles de l'oblast de l'Amour, l'oblast abrite 73 espèces de mammifères, 341 espèces d'oiseaux, 77 espèces et sous-espèces de poissons, 9 espèces de reptiles, 7 espèces d'amphibiens ainsi que plus de 3 500 espèces d'insectes. 
Parmi les espèces de l'oblast se trouvent dans les vallées fluviales le chevreuil, le lièvre de Mandchourie, le faisan, et la pie bleue. La haute montagne abrite entre autres le cerf porte-musc, le pika du Nord, la perdrix des neiges, le loup, le renard ou encore la grenouille brune de l'Amour. La taïga compend l'écureuil, le lynx, l'ours brun, le renne, etc. Parmi les espèces communes en Sibérie vivent dans l'oblast la zibeline, le carcajou, le grand tétras, le cassenoix mais aussi en poissons l'ombre, taimen, et la lotte. Dans la faune protégée se trouvent en mammifères le chat-léopard de Sibérie (nommé chat de l'Amour), l'ours noir d'Asie et le mouflon des neiges. En oiseaux protégés se trouvent l'aigle royal, le canard mandarin, la cigogne noire, la grue à cou blanc et la grue de Mandchourie, le harle de Chine, le pygargue à queue blanche, le tétras de Sibérie. L'oblast recense en poissons bénéficiant d'une protection les espèces du genre Acipenser, le kaluga, le poisson mandarin. Par aillleurs, l'oblast abrite la tortue d'Extrême-Orient, elle aussi protégée.
En 2022, environ 2 000 espèces végétales ont été recensées sur le territoire de l'oblast, dont 21 espèces rares répertoriées dans le Livre rouge de Russie. Sa flore se représente par ses forêts, qui s'étalent sur 31 948 200 hectares en 2022, représentant ainsi 62,9 % du territoire ainsi que 12,7 % de la superficie forestière d'Extrême-Orient. La végétation se divise entre des forêts de conifères (taïga), des forêts mixtes et de la steppe boisée.
Tout comme la faune, des espèces représentant plusieurs flores s'y convergent, avec les biomes de Mandchourie, Okhotsk-Kamtchatka, de Sibérie orientale, de la côte Pacifique et de Mongolie-Daourie. Il y a ainsi des plantes de la région subarctique, des régions tempérées et de la région subtropicale. La flore d'Okhotsk-Kamtchatka est représentée principalement dans l'est et le nord-est de la région. Ce sont des grandes étendues de taïga, semblables aux forêts boréales de la côte Pacifique de l'Amérique du Nord, et dans la flore se trouvent plusieurs espèces de bouleau, des épicéas du Japon et des sapins de Khinghan.

### Aires protégées
Fin 2022, la superficie des aires protégées d'importance régionale et locale s'élève à 3 175 543 hectares, tandis que la superficie des aires protégées d'importance fédérale s'élève à 831 500 hectares.

### Pollution
Le volume total des émissions de polluants atmosphériques en 2022 s'élevait à 192 200 tonnes, soit une augmentation de 4,2 % par rapport à 2021. Les émissions du transport routier se sont élevées à 23 800 tonnes, soit 2,1 % de moins par rapport à 2021 et 3,5 fois moins par rapport au niveau de 2013. Les émissions des sources fixes se sont élevées à 158 800 tonnes, augmentant de 5,9 % par rapport aux indicateurs de 2021, et augmentant de 26,6 % par rapport à 2013.

## Économie
En 2021, le produit intérieur brut de l'oblast s'élevait à 530,1 milliards de roubles, soit le 52e des 85 sujets russes, compris entre l'oblast de Riazan au-dessus et l'oblast d'Oulianovsk en dessous. Le PIB par habitant était lui de 683 200 roubles,.

### Énergie

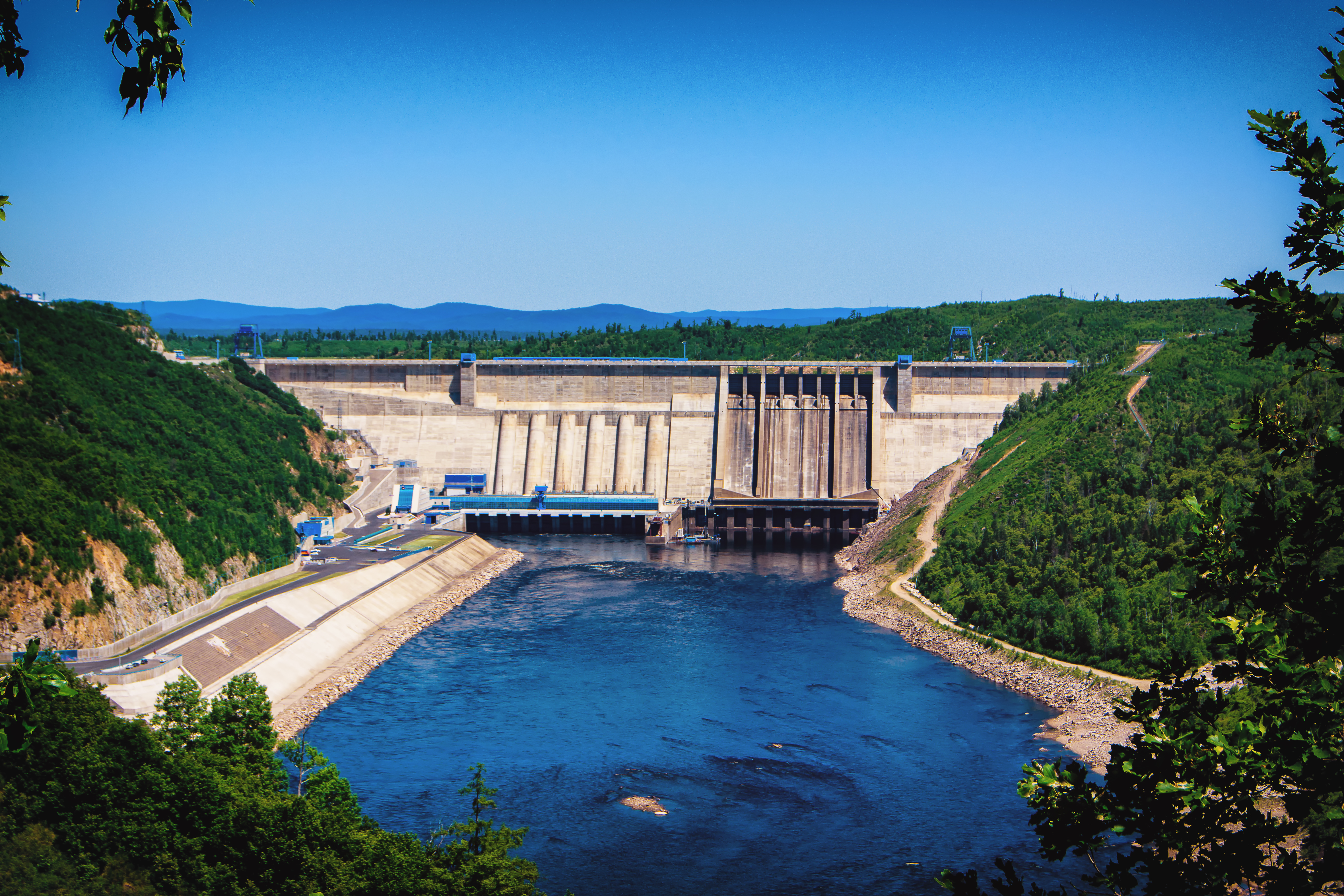
Barrage de la Boureïa.

Au 1er janvier 2020, la capacité installée du système énergétique de l'oblast était de 4 166 MW. L'énergie hydroélectrique représentait le principal, avec 3 660 MW installés (87,8 % du total). L'hydroélectricité permet de garantir des tarifs de l'électricité bas dans la région. En 2019, la région a produit 15,6 milliards de kWh, et en a consommé 8,9 milliards de kWh. Les exportations étaient de 7,1 milliards de kWh, dont 3,4 milliards de kWh vers la Chine.